# Linus Yale
Linus Yale Jr. (4 de abril de 1821 — 25 de dezembro de 1868) foi um engenheiro mecânico e empresário estadunidense.

## Carreira
Fabricante e co-fundador americano com o milionário Henry R. Towne da Yale Lock Company, que se tornou o principal fabricante de fechaduras nos Estados Unidos. Ele era o maior especialista do país em fechaduras bancárias e seu fabricante mais importante. No início do século XX, cerca de três quartos de todos os bancos da América usavam suas fechaduras bancárias.  Ele é mais lembrado por suas invenções de fechaduras, especialmente a fechadura cilíndrica, e seu projeto básico de fechadura ainda é amplamente distribuído hoje e constitui a maioria das fechaduras e cofres pessoais.

## Lista de patentes
- Mai. 6, 1851 Patente E.U.A. 8,071 — Newport, Nova York
- Out. 19, 1852 Patente E.U.A. 9,350 — Newport, Nova York
- Dez. 21, 1852 Patente E.U.A. 9,497 — Newport, Nova York
- Jul. 12, 1853 Patente E.U.A. 9,850 — Newport, Nova York
- Jun. 3, 1856 Patente E.U.A. 15,031 — Newport, Nova York
- Out. 19, 1858 Patente E.U.A. 21,861 — Filadélfia, Pensilvânia
- Nov. 9, 1858 Patente E.U.A. 22,048 — Filadélfia, Pensilvânia
- Jun. 12, 1860 Patente E.U.A. 28,710 — Filadélfia, Pensilvânia
- Jan. 29, 1861 Patente E.U.A. 31,278 — Filadélfia, Pensilvânia (Fechaduras ou fechos para uso especial em gavetas)
- Mai. 14, 1861 Patente E.U.A. 32,331 — Filadélfia, Pensilvânia (Fechaduras para uso com chaves especiais ou uma pluralidade de chaves; chaves para as mesmas; a chave sendo um cartão, por exemplo, perfurado ou semelhante)
- Jun. 27, 1865 Patente E.U.A. 48,475 — Shelburne Falls, Massachusetts (Fechaduras cilíndricas e outras fechaduras com pinos basculantes que são colocados pressionando a chave)
- Jun. 27, 1865 Patente E.U.A. 48,476 — Shelburne Falls, Massachusetts (Acionamento de eixos rotativos de membros de trabalho principais, por exemplo, fusos de trabalho)
- Fev. 6, 1866 Patente E.U.A. 52,484 — Shelburne Falls, Massachusetts
- Nov. 19, 1867 Patente E.U.A. 71,110 — Shelburne Falls, Massachusetts
- Jan. 7, 1868 Patente E.U.A. 73,152 — Cooperstown, Nova York
- Fev. 4, 1868 Patente E.U.A. 74,025 — Shelburne Falls, Massachusetts
- Set. 15, 1868 Patente E.U.A. 82,192 — Shelburne Falls, Massachusetts
- Jan. 4, 1870 Patente E.U.A. 98,536 — Shelburne Falls, Massachusetts
- Set. 19, 1871 Patente E.U.A. 119,212 — Shelburne Falls, Massachusetts
- Out. 24, 1871 Patente E.U.A. 120,177 — Shelburne Falls, Massachusetts